# Pedro Agustín Girón
Pedro Agustín Girón, Marquès de las Amarillas (Sant Sebastià, 2 de gener de 1778 - Madrid, 14 de maig de 1842) fou un polític i militar espanyol.

## Biografia
Estava emparentat amb la Casa de Girón mitjançant el seu pare Jerónimo Girón y Moctezuma, III marquès de les Grogues, governador de Barcelona i virrei de Navarra (entre 1798 i 1807). També era descendent del darrer emperador asteca Moctezuma II. Fou pare de Francisco Javier Girón.
El Marquès de las Amarillas va participar en la Guerra Gran com a oficial de la Guàrdia Reial, prenent breument el comandament de les tropes mentre el general Antonio Ricardos visitava a Manuel Godoy per demanar reforços en una campanya en la que després d'un inici reeixit, ja es trobava en retirada.
Va participar en la guerra del Francès com oficial de la Guàrdia Reial distingint-se a la batalla de Bailén, en la que va contenir a Antoine Dupont de l'Etang al pont d'Alcolea, i també en la batalla de Tudela, la batalla d'Uclés, batalla de La Albuera i la batalla de Vélez. En 1814 fou condecorat amb la Creu Llorejada de Sant Ferran.
Durant el Trienni Liberal, fou ministre de la Guerra en el Gabinet d'Evaristo Pérez de Castro de 1820. La crisi política es produeix el desembre de 1820, quan Ferran VII d'Espanya pretén forçar la seva dimissió, enfrontant-se l'executiu i les Corts, però acaba dimitint per les pressions dels sectors més liberals. Es va mantenir allunyat de la política fins que el 1832 va ser nomenat capità general de Granada i l'any següent membre del Consell de Regència, rebent el títol de duc d'Ahumada. Va tornar a ser ministre de la Guerra amb José María Queipo de Llano, el 1835, però es va veure obligat a dimitir acusat de nepotisme.
Els darrers anys de la seva vida els va passar a Bordeus, consagrant-se a l'estudi i a escriure.